# Wapen van Gronsveld
Het wapen van Gronsveld was het heraldische symbool van de heerlijkheid, later de baronie en weer later het Graafschap Gronsveld.

## Wapen van 1241

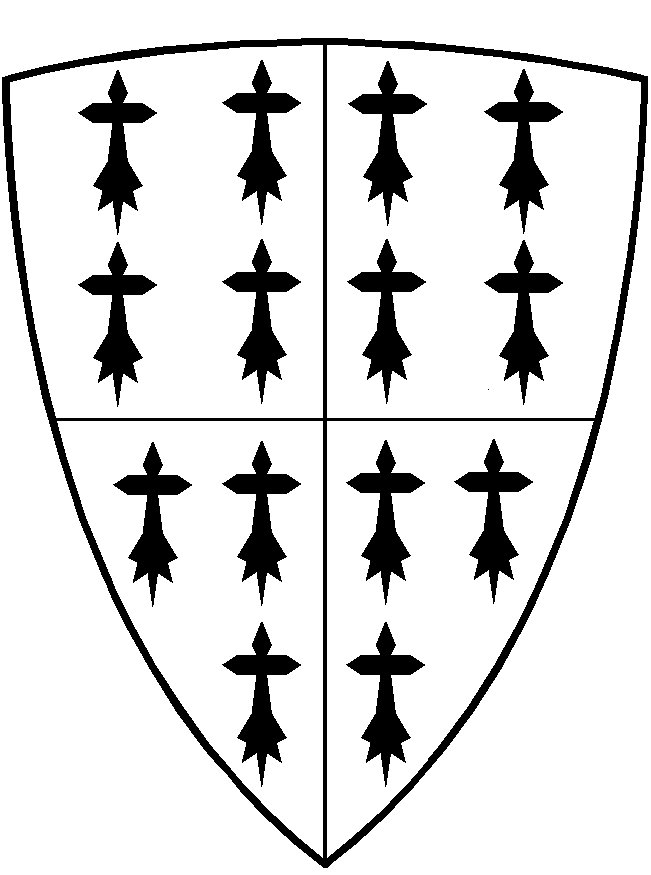
Gronsveld (1241)

In 1241 zegelt Wilhelmus, edelman van Gronsveld (Willelmus vir nobilis de Gronsele) een akte met bovenstaand wapen. Het bestaat uit een gevierendeeld schild met in de bovenste twee kwartieren vier, en in de onderste twee kwartieren drie lelies. Over de kleuren van het wapen is niets overgeleverd.

## Wapen van 1261

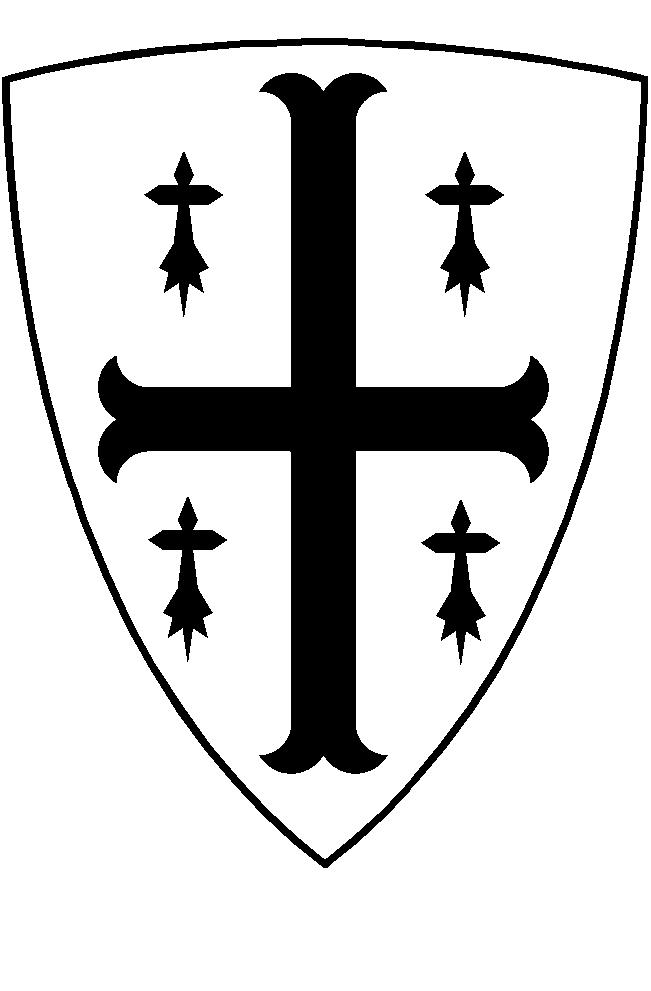
Gronsveld (1261)

In 1261 zegelt Reinoud van Gronsveld een schenkingsakte met bovenstaand wapen. Het bestaat uit een ongedeeld schild met daarop een ankerkruis met in de vier kantons een lelie. Ook hiervan zijn de kleuren niet bekend.

## Wapen rond 1300

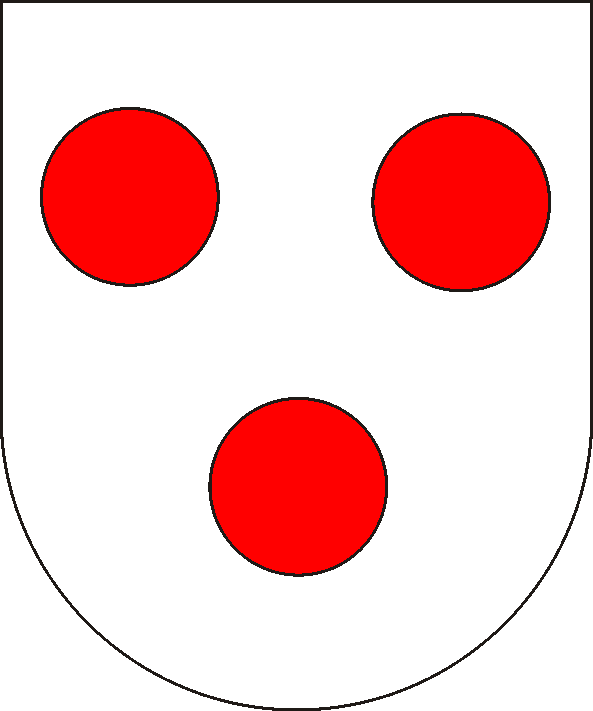
Gronsveld (volgens de Heraut van Gelre)

In het wapenboek Gelre wordt als wapen van Gronsveld het bovenstaande wapen vermeld. Het bestaat uit een schild van zilver beladen met drie koeken van keel, bekroond met een helm met daarop een hoed van zilver, met een rand van keel, beladen met een koek van keel.
Johan II van Gronsveld (genoemd tussen 1303 en 1314) verruilde het wapen met het kruis en vier lelies voor een schild met drie bollen of koeken, het teken van de familie van Hafkesdale. Naar de reden van die ruil kan slechts worden gegist. Van Rensch noemt meerdere opties voor familiebanden, maar heeft geen bewijs gevonden om die banden te bevestigen. Hij vermeldt Johan van Hafkesdale en Johan van Gronsveld als twee verschillende personen.

## Wapen vanaf de 15e eeuw

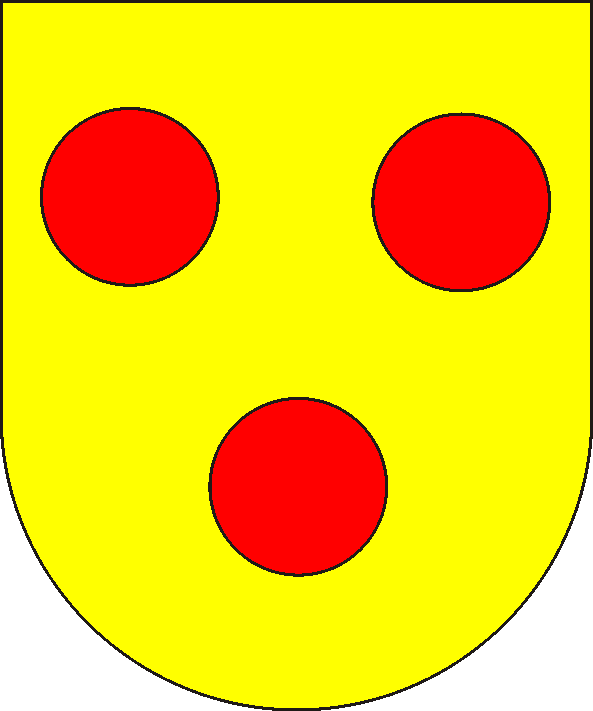
Gronsveld (vanaf de 15e eeuw)

Vanaf de 15e eeuw bestaat uit het wapen van Gronsveld uit een schild van goud met drie koeken van keel, bekroond met een helm voorzien van een vlucht (twee adelaarsvleugels) van goud met op iedere vleugel drie koeken van keel.

## Wapen van de gemeente Gronsveld
Op 27 oktober 1882 verleent de Hoge Raad van Adel aan de gemeente Gronsveld een wapen met de volgende beschrijving:
Van lazuur beladen met een Sint Maarten te paard, uitgedoscht in een wapenrok, brodekijnen en gepluimden helm van zilver, met een zilveren zwaard in de rechterhand afsnijdende een stuk van zijn om de schouders uitgespreiden hermelijnen mantel, in welks rechterbinnenzijde zich bevindt het oude wapen van Gronsveld, zijnde 3 ballen van keel, geplaatst 2 en 1 op een gouden veld, gedekt met de gravenkroon, het paard van bruine natuurlijke kleur met toom en dekriemen van zilver, staande op een terras van zilver, daarnaast een naakte bedelaar van natuurlijke kleur, hebbende een gordel met tasch van zilver om de lendenen.
Sint Maarten, de patroonheilige, is nu het onderwerp van het wapen. Hij draagt het oude wapenschild van Gronsveld aan de rechterbinnenzijde van zijn mantel. De afbeelding in het register van de Hoge Raad van Adel wijkt sterk af van de beschrijving. Sint Maarten en zijn paard staan omgewend afgebeeld, het gevest van zijn zwaard is van goud, het schild is voorzien een wit lint met gouden randschrift waarop de tekst: "GEMEENTEBESTUUR VAN GRONSFELD".

Wapen van de gemeente Gronsveld (1882)

Ambt Montfort
· Amby
· Amstenrade
· Arcen en Velden
· Baexem
· Beegden
· Beek
· Belfeld
· Bemelen
· Berg en Terblijt
· Bingelrade
· Bocholtz
· Borgharen
· Born
· Broekhuizen
· Broeksittard 
· Buggenum
· Bunde
· Cadier en Keer
· Echt 
· Eijsden
· Elsloo
· Eygelshoven
· Geleen
· Gennep
· Geulle
· Grathem
· Grevenbicht
· Gronsveld
· Grubbenvorst
· Gulpen 
· Haelen
· Heel
· Heel en Panheel
· Heer
· Helden
· Herten
· Heythuysen
· Hoensbroek
· Horn
· Horst
· Houthem
· Hulsberg
· Hunsel
· Itteren
· Jabeek
· Kessel
· Klimmen
· Limbricht
· Linne
· Maasbracht
· Maasbree
· Maasniel
· Margraten
· Meerlo
· Meerlo-Wanssum
· Meerssen
· Meijel
· Melick en Herkenbosch
· Merkelbeek
· Mheer
· Montfort
· Munstergeleen
· Neer
· Neeritter
· Nieuwenhagen
· Nieuwstadt
· Noorbeek
· Nuth
· Onderbanken
· Obbicht en Papenhoven
· Ohé en Laak
· Oirsbeek
· Ottersum
· Oud-Valkenburg
· Oud-Vroenhoven
· Posterholt
· Roggel
· Roggel en Neer
· Roosteren
· Schaesberg
· Schimmert
· Schinnen
· Schinveld
· Sevenum
· Simpelveld
· Sint Geertruid
· Sint Odiliënberg
· Sint Pieter
· Sittard
· Slenaken
· Spaubeek
· Stramproy
· Stevensweert
· Susteren
· Swalmen
· Tegelen
· Thorn
· Ubach over Worms
· Ulestraten
· Urmond
· Valkenburg
· Vlodrop
· Wanssum
· Wessem
· Wijlre
· Wijnandsrade
· Wittem